# Triphenylsulfoniumhexafluoroarsenat
Triphenylsulfoniumhexafluoroarsenat ist eine chemische Verbindung aus der Gruppe der Hexafluoroarsenate und Sulfoniumverbindungen.

## Herstellung
Triphenylsulfoniumhexafluoroarsenat kann hergestellt werden durch Reaktion von Diphenylsulfid mit Diphenyliodoniumhexafluoroarsenat. Eine Alternative ist die Reaktion von Benzol und Kaliumiodat in Dichlormethan / Acetanhydrid mit konzentrierter Schwefelsäure und anschließende Zugabe von Kaliumhexafluoroarsenat.

## Eigenschaften und Reaktionen
Triphenylsulfoniumhexafluoroarsenat eignet sich als Initiator für Photopolymerisationen, beispielsweise von Cyclohexenoxid oder Styroloxid.